# Physical Review A
A Physical Review A (röviden PRA) egy 1970-es alapítású lektorált fizikai szakfolyóirat, mely a Physical Review szakfolyóirat-család tagja. Kiadója az Amerikai Fizikai Társaság, mely a folyóiratot havonta adja közre.

## Tartalma
A folyóiratban atomfizikával, molekulafizikával és optikával, ezen területek kvantummechanikai leírásával kapcsolatos cikkeket közölnek. Fő témái között szerepelnek például:
- atom- és molekulafizikai elméletek,
- anyagok szerkezetének és dinamikájának leírása,
- az anyagban történő kölcsönhatások, például az alkotó részecskék között, illetve a felületen
- makromolekulák és nanorészecskék (például fullerének),
- külső erőterek hatása az anyagok szerkezetére
- anyaghullámok,
- klasszikus és kvantumoptika.[6]

## Tudománymetrikai adatai
| Mérőszám                                                | 2015     | 2016 |
| ------------------------------------------------------- | -------- | ---- |
| Összes publikáció                                       |          | 2806 |
| Impaktfaktor (hatástényező)                             | 2,765    |      |
| Az impaktfaktor ötéves átlaga (five-year impact factor) | 2,598    |      |
| Közvetlenségi index (immediacy index)                   | 0,752    |      |
| Az idézések felezési ideje (cited half-life)            | 8,8      |      |
| EigenFactor-pontszám                                    | 0,187400 |      |
| A cikkek hatása (Article Influence Score)               | 0,898    |      |
| CiteScore                                               |          |      |
| (Source-Normalized Impact per Page, SNIP)               |          |      |
| SCImago-rang                                            | 1,418    |      |
| H-index                                                 | 197      |      |
| 1. 2. 3. 4. 5. 6. 7.                                    |          |      |